# 직통특급 (한신 전기 철도·산요 전기 철도)

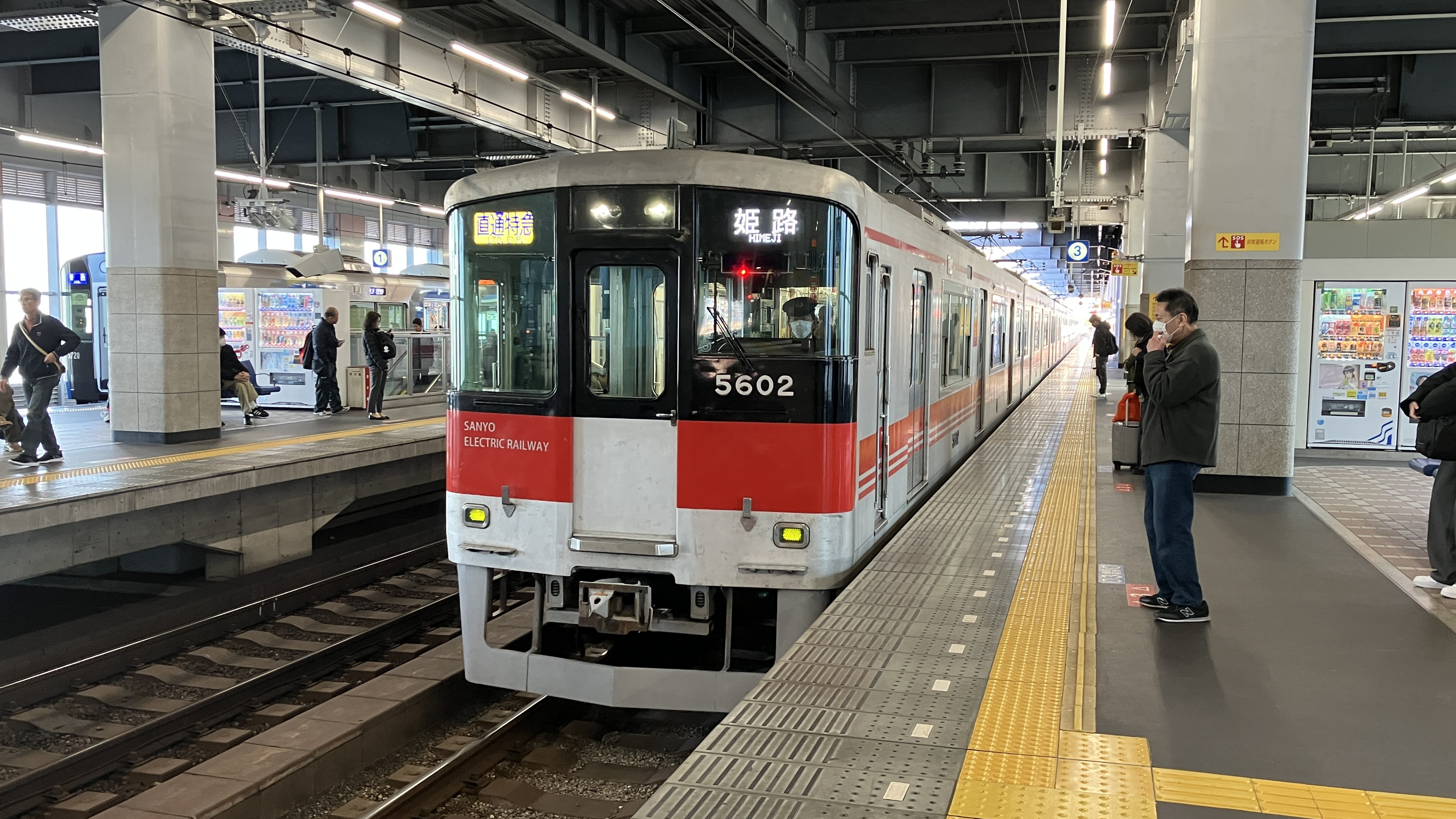
직통 특급으로 운용중인 산요 전철 5000계

직통 특급(直通特急)이란 한신 전기 철도·산요 전기 철도(이하, 본고에서는 산요라고 한다)가 오사카 우메다역-산요 히메지역 사이를 한신 본선·한신 고베 고속선·산요 전기 철도 본선 경유로 운행하는 열차 종류 중 하나. 직특으로 약칭될 수도 있다.

## 운행 개황
한신본선 - 한신고베고속선 - 산요전철본선의 3노선을 직통 운전하며, 이 3노선의 특급열차와 마찬가지로 특별급행권 없이 이용할 수 있다.
기본적으로는 오사카 우메다역-산요히메지역의 전 구간을 운전하지만, 이른 아침이나 심야에는 이하와 같이 일부 구간만을 운전하는 열차도 존재한다.
2022년 12월 17일 다이어 개정 이후, 현재는 이하의 구간 운전이 존재한다.
- 히가시 후미 → 오사카 우메다 : 평일 이른 아침에 4 개, 토요일 휴일 이른 아침에 2 개 운전
- 고속 고베 → 산요 히메지 : 평일, 토 휴일 모두 이른 아침에 1 개 운전
- 미카게 → 산요 히메지 : 평일, 토 휴일 모두 이른 아침에 2 개 운전
- 니시노미야 → 산요 히메지 : 평일, 토요일 휴일 모두 이른 아침에 1개 운전
- 산요 히메지 → 미카게 : 평일, 토 휴일 모두 심야에 1 개 운전

## 정차역
2022년 12월 17일의 다이어 개정 이후의 정차역. 2 패턴 존재

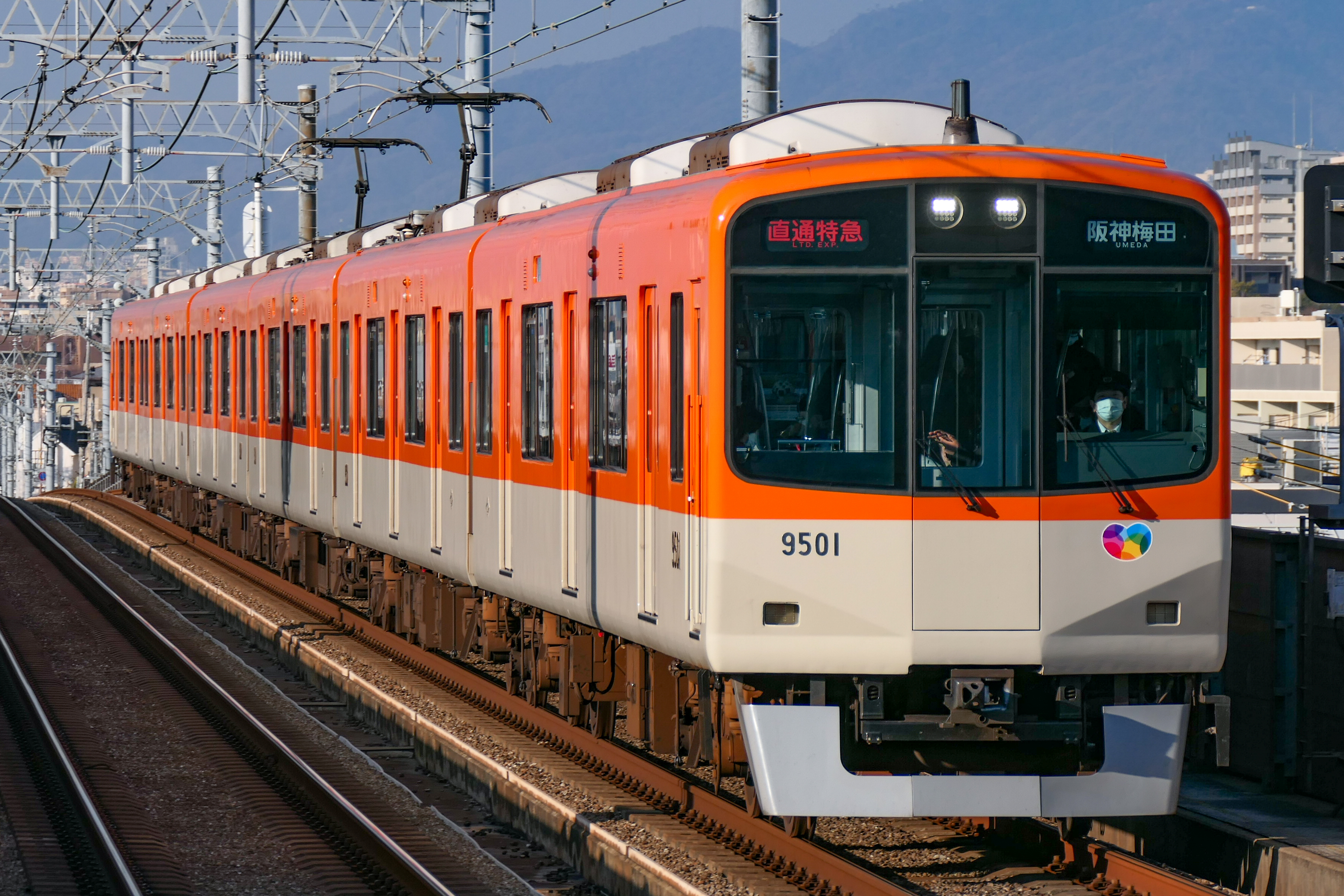
속달 패턴으로 운용중인 한신 9300계

### 속달 패턴
※종류 표시는 빨간색에 흰색 문자
오사카 우메다 - 아마가사키 - 고시엔 - 니시노미야 - 아시야 - 우오자키 - 미카게 - 고베 산노미야 - 모토마치 - 고속 고베 - 신카이지 - 고속 나가타 - 이타야도 - 쓰키미야마 - 산요 스마 - 산요 타루미 - 마이코 코엔 - 산요 아카시 - 히가시 후타미 - 다카사고 - 오시오 - 시카마 - 산요 히메지
※아침의 오사카 우메다행 7개는 고시엔역을 통과한다

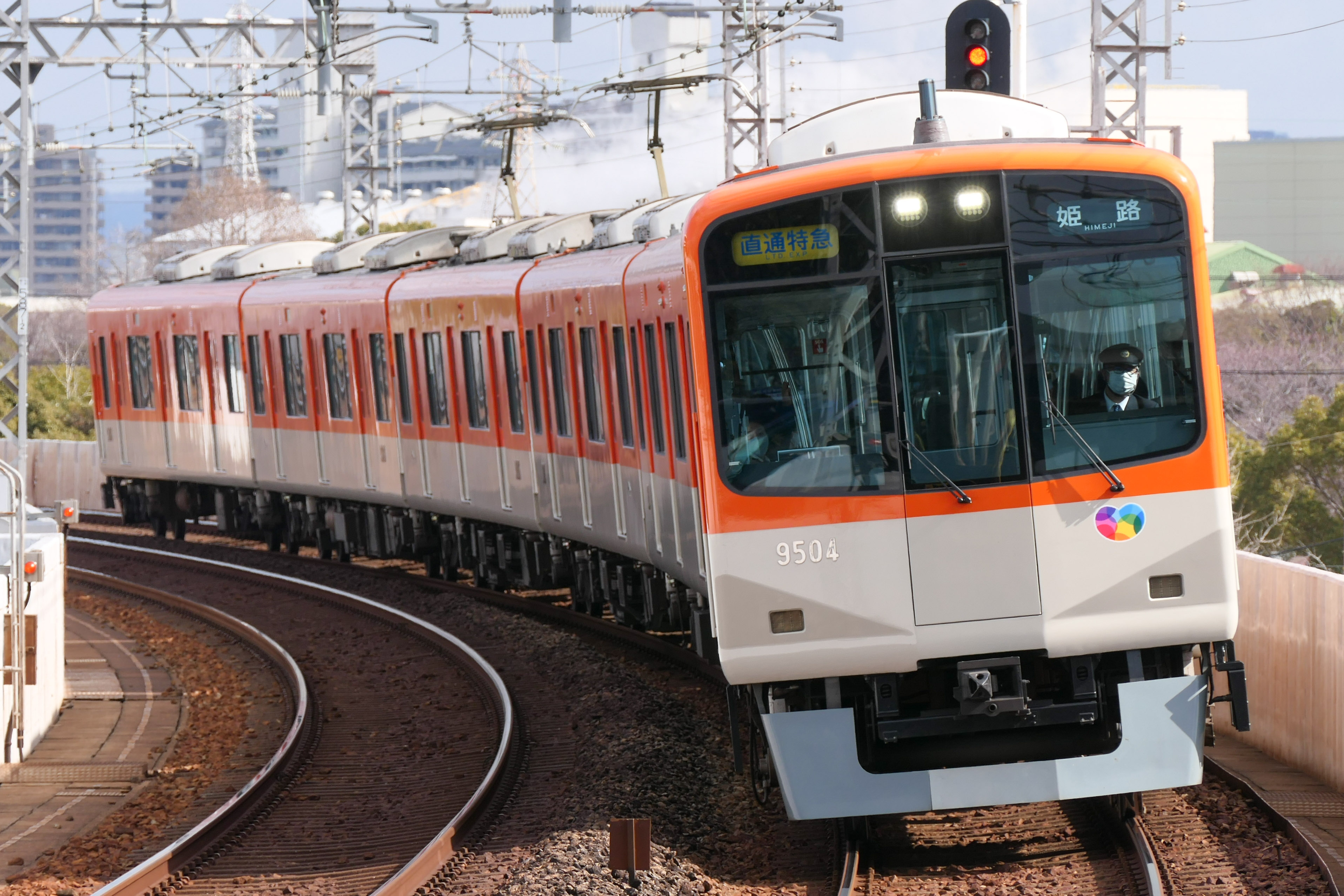
정차 패턴으로 운용중인 한신 9300계

### 정차 패턴
※종류 표시는 노란색에 파란색 문자
오사카 우메다 - 아마가사키 - 고시엔 - 니시노미야 - 아시야 - 우오자키 - 미카게 - 고베 산노미야 - 모토마치 - 니시모토마치 - 고속 고베 - 신카이지 - 다이카이 - 고속 나가타 - 니시다이 - 이타야도 - 쓰키미야마 - 산요 스마 - 산요 타루미 - 마이코 코엔 - 산요 아카시 - 히가시 후타미 - 다카사고 - 오시오 - 시카마 - 산요 히메지
또한 일부 다키노차야역, 아라이 역, 시라하마노미야 역에도 멈 춥니 다.

## 사용 차량

### 한신 전기 철도
- 8000계
- 9300계

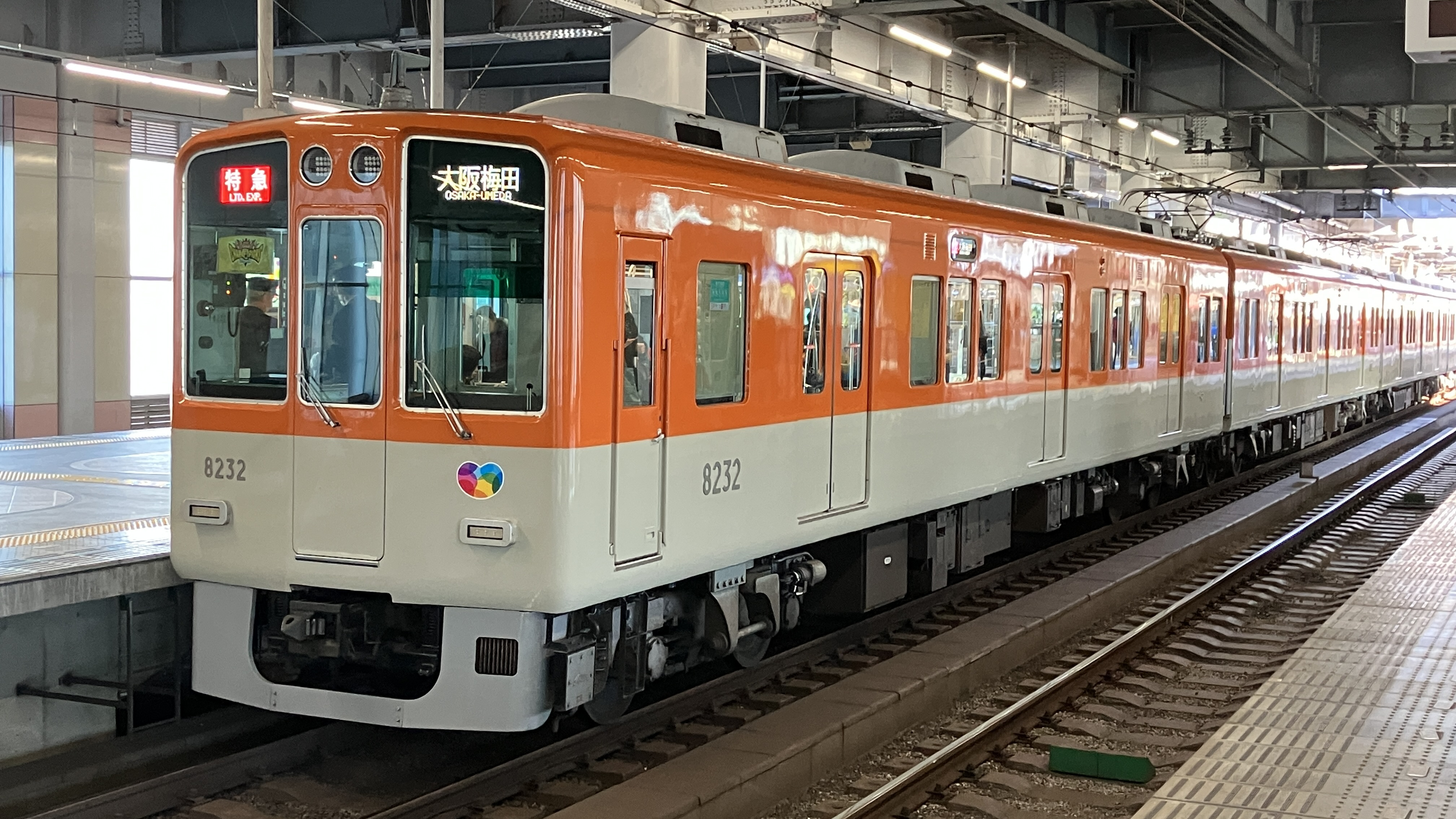
8000系계
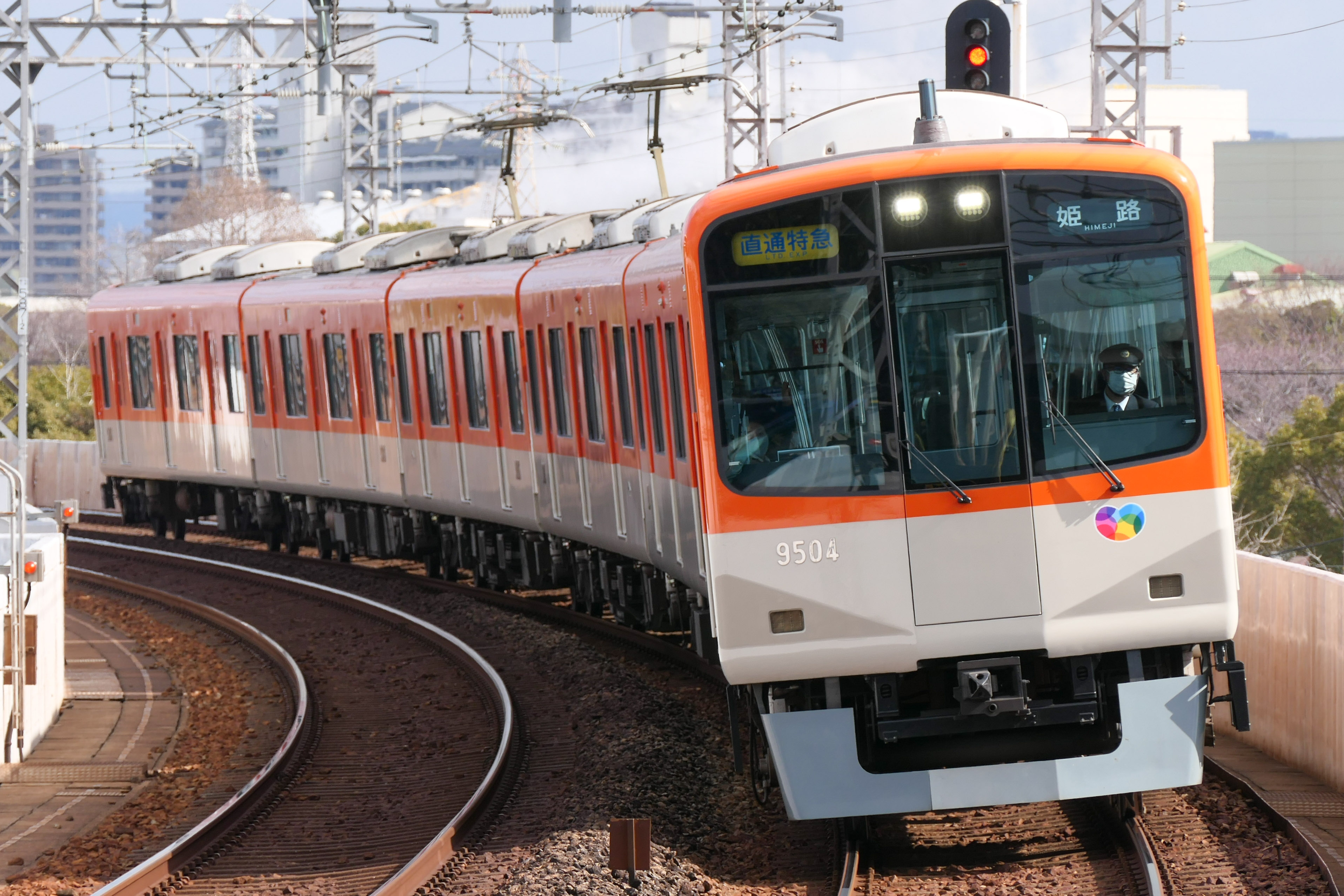
9300계

### 산요 전기 철도
- 5000계/5030계
- 6000계

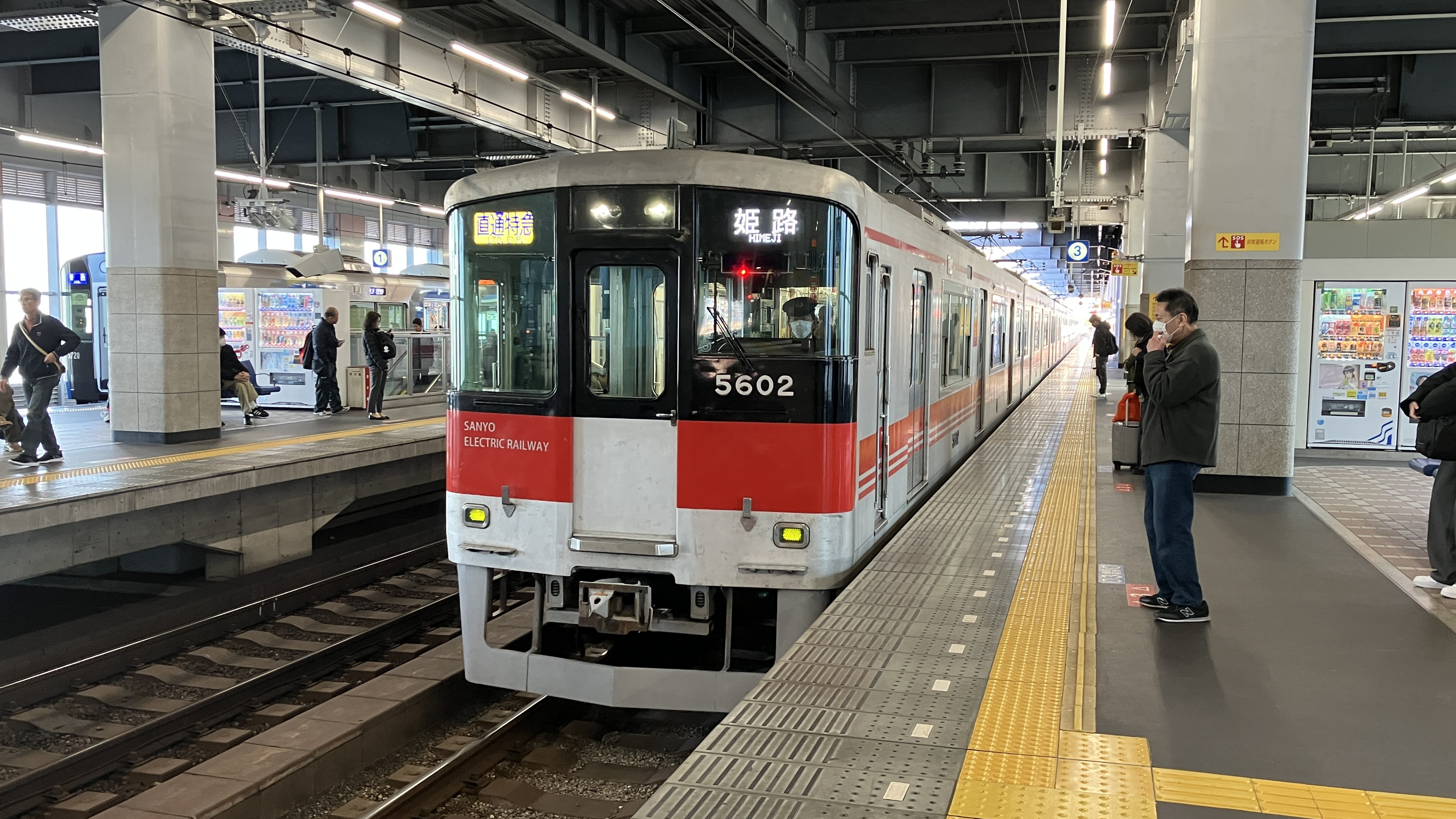
5000계
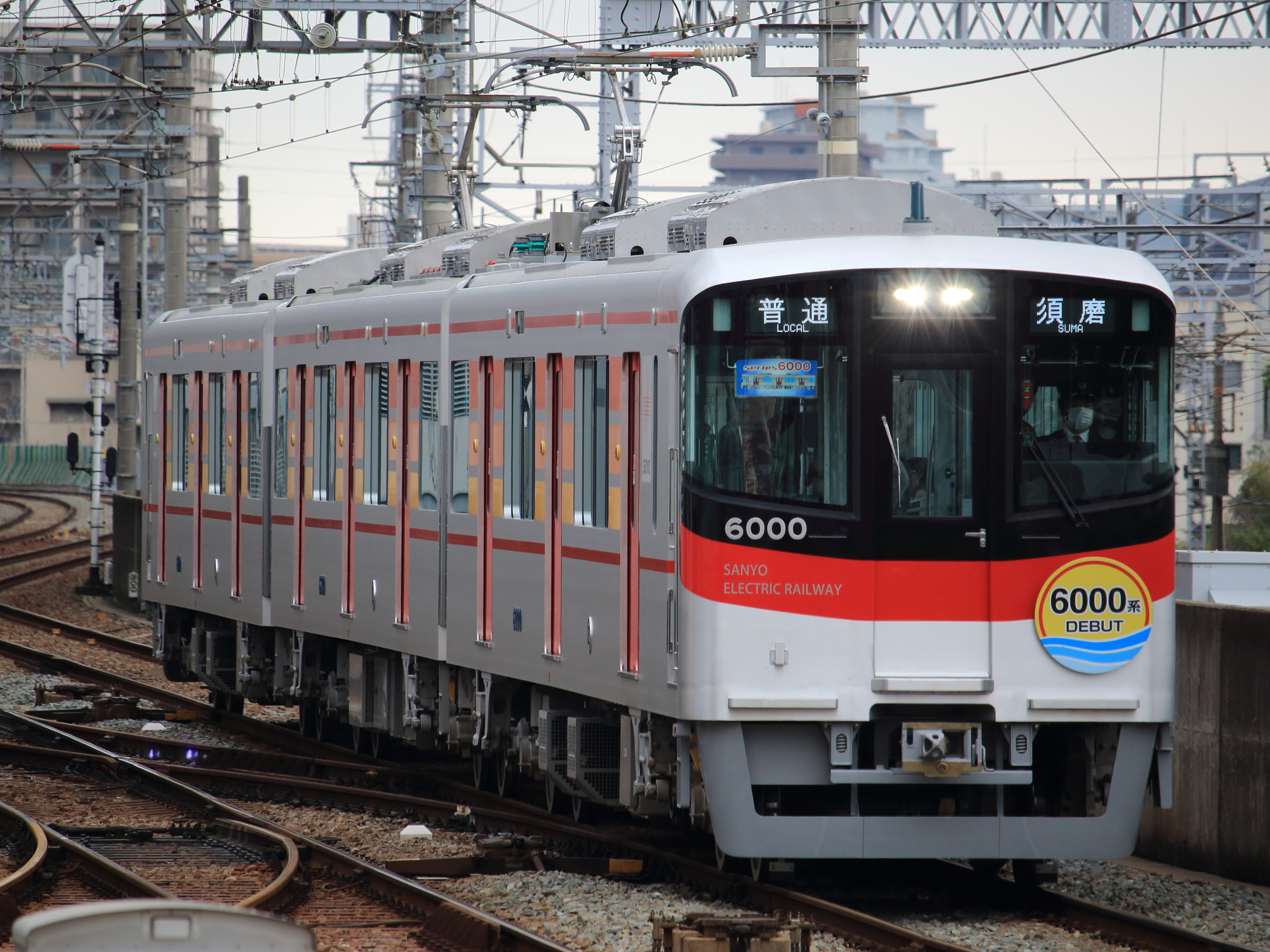
6000계